# HMS Gloucester (62)
«Глостер» (62) (англ. HMS Gloucester (62) — військовий корабель, легкий крейсер типу «Таун» (1936) Королівського військово-морського флоту Великої Британії за часів Другої світової війни.
«Глостер» був закладений 22 вересня 1936 року на верфі компанії Devonport Dockyard, Плімут. 31 січня 1939 року увійшов до складу Королівських ВМС Великої Британії.